# Општина Шура Мика (Сибињ)
Шура Мика (рум. Şura Mică) општина је у Румунији у округу Сибињ.
Oпштина се налази на надморској висини од 448 m.